# Шадоян, Карина Рафаэлевна
Карина Рафаэлевна Шадоян (арм. Կարինե Շադոյանд, род. 4 марта, 1975, Ставропольский край, Россия) — армянская и узбекская спортсменка, борец вольного стиля, бронзовый призёр чемпионата Европы 2006 года. Участница чемпионатов мира.

## Биография
Родилась 4 марта, 1975 году в Кисловодске, Ставропольский край. Ее семья по бабушкиной линии из Еревана (Армения). Начинала свою спортивную карьеру с плавание и легкой атлетики. В 22 года начала серьезно выступать по вольной борьбе, где добилась звания мастера спорта России. Выступала за сборную Узбекистана до 2004 года, затем перешла за сборную Армении, где выиграла бронзу чемпионата Европы 2006 года. Последний серьезный старт в карьере Карины пришелся на чемпионат мира 2014. В данный момент проживает в Махачкале. Карина занимается развитием женской борьбы в Дагестане, где тренирует вместе с Натальей Смирновой несколько именитых спортсменок (Евгения Захарченко, Даниэлла и Миллена Виноградовы).
Является личным тренером чемпионки России — Ксении Бураковой.

## Спортивные результаты
- Чемпионат Азии 2004 — 5;
- Гран-при Александр Медведь 2005 — [4];
- Чемпионат Европы 2006 — ;
- Чемпионат мира 2006 — 7;
- Дан Колов-Никола Петров 2007 — ;
- Киевский международный турнир 2011 — ;